# 박민규 (정치인)
박민규(朴珉奎, 1973년 6월 13일~)는 대한민국의 정치인이다. 제22대 국회의원이다.
제22대 국회의원 선거를 앞두고 경선에서 더불어민주당의 관악구 갑 후보로 공천되었다. 본 선거에서 57.08%의 득표율을 기록하면서 제22대 국회의원으로 당선되었다.

## 학력
- 중앙대학교 사범대학 부속국민학교 졸업
- 이수중학교 졸업
- 서울고등학교 졸업
- 서울대학교 사회과학대학 경제학 학사
- 연세대학교 행정대학원 정책학 석사
- 서울시립대학교 대학원 행정학 박사

## 경력
- 김근태 국회의원 보좌관
- 김근태 보건복지부 장관 정책비서
- 안진회계법인 이사
- 인터파크 전략기획실 사업개발팀장
- 서울특별시청 정무비서관
- 서울 성북구청 정책특보
- 낙성벤처창업센터 센터장
- 제19대 국회의원 선거 서울 서초구 을 민주통합당 국회의원 예비후보
- 대통령직속 국가균형발전위원회 국민소통 전문위원
- 서울디지털재단 자문위원
- 한국지능정보사회진흥원 5G추진전략단 단장
- 서울주택도시공사 정책자문회의 위원
- 경기도교육청 교육정책자문위원
- 서울테크노파크 감사
- 제21대 국회의원 선거 서울 관악구 갑 더불어민주당 국회의원 예비후보
- 더불어민주당 전국직능위원회 부위원장
- 더불어민주당 부대변인
- 더불어민주당 정책위원회 부의장
- 더불어민주당 대외협력위원회 부위원장
- 제20대 대통령 선거 더불어민주당 이재명 대통령 후보 정책본부 선임팀장
- 서울시립대학교 행정학과 겸임교수
- 서울대학교 BK조교수
- 2024년 4월 10일: 대한민국 제22대 국회의원 선거 당선(서울 관악구 갑, 더불어민주당, 초선)
- 2024년 5월~: 더불어민주당 서울특별시당 관악구 갑 지역위원회 위원장
- 2024년 5월~2025년 6월: 더불어민주당 원내부대표
- 2024년 10월~: 더불어민주당 서울특별시당 교육연수위원장
- 2024년 11월~2025년 8월: 더불어민주당 이재명 대표 국민소통특보단 시민사회특보

### 의정 활동
- 2024년 5월 30일~: 제22대 국회의원(서울 관악구 갑, 더불어민주당, 초선)
  - 2024년 6월~2025년 8월: 제22대 국회 전반기 과학기술정보방송통신위원회 위원
  - 2024년 6월~2024년 6월: 제22대 국회 전반기 예산결산특별위원회 위원
  - 2025년 6월~: 제22대 국회 전반기 예산결산특별위원회 위원
  - 2025년 8월~: 제22대 국회 전반기 기획재정위원회 위원

## 역대 선거 결과
| 실시년도 | 선거   | 대수 | 직책     | 선거구         | 정당         | 득표수   | 득표율          | 순위 | 당락 | 비고 |
| -------- | ------ | ---- | -------- | -------------- | ------------ | -------- | --------------- | ---- | ---- | ---- |
| 2024년   | 총선   | 22대 | 국회의원 | 서울 관악구 갑 | 더불어민주당 | 89,778표 | \| \| 57.08% \| | 1위  |      | 초선 |
|          | 57.08% |      |          |                |              |          |                 |      |      |      |

## 소속 정당
| 소속 정당 | 소속 정당      | 소속 기간 | 비고      |
| --------- | -------------- | --------- | --------- |
|           | 열린우리당     | 2004~2007 | 정계 입문 |
|           | 대통합민주신당 | 2007~2008 | 합당      |
|           | 통합민주당     | 2008      | 합당      |
|           | 민주당         | 2008~2011 | 당명 변경 |
|           | 민주통합당     | 2011~2013 | 합당      |
|           | 민주당         | 2013~2014 | 당명 변경 |
|           | 새정치민주연합 | 2014~2015 | 합당      |
|           | 더불어민주당   | 2015~현재 | 당명 변경 |

## 같이 보기
- 관악구 갑
- 서울 관악구의 국회의원